# MacOS
macOS /ˌmæk oʊ ˈɛs/, (trước đây là OS X và ban đầu là Mac OS X) là hệ điều hành dựa trên Unix, được phát triển và phân phối bởi Apple Inc. kể từ 2001. Đây là hệ điều hành chính cho máy tính Mac. Trong thị trường PC và Laptop thì đây là hệ điều hành phổ biến thứ nhì, chỉ sau Windows.
macOS là hệ điều hành kế nhiệm của Mac OS cổ điển, cũng là hệ điều hành Mac với 9 phiên bản từ 1984 cho đến 1999. Trong quãng thời gian đó, người đồng sáng lập Apple là Steve Jobs đã rời công ty và khởi nghiệp công ty của ông, NeXT, và phát triển hệ điều hành NeXTSTEP mà sau này Apple mua lại để hình thành nền tảng của macOS.
Sự nổi bật trong tên ban đầu của macOS chính là việc sử dụng số La Mã X ("ten") trong Mac OS X hay iPhone X, đi kèm với đặt tên mã các phiên bản theo các loài mèo lớn, hay đặt theo các thắng cảnh ở trong California. Apple rút ngắn tên hệ điều hành thành OS X vào 2011, rồi đặt lại tên thành macOS để đi liền với tên của các hệ điều hành khác của Apple, iOS, IPadOS, tvOS, và watchOS. Sau 16 bản macOS 10 khác nhau, macOS Big Sur được đề là bản 11 vào 2020, tiếp tục lên đến bản hiện tại, macOS 13.
macOS đã hỗ trợ tới ba loại kiến trúc khác nhau của các bộ vi xử lý, bắt đầu từ PowerPC năm 1999. Vào năm 2006, Apple chuyển sang bộ vi xử lý của Intel, từ đó ra mắt loạt máy Mac dựa trên Intel. Năm 2020, Apple chuyển tiếp sang Apple Silicon, sử dụng bộ vi xử lý M1 dựa trên ARM 64-bit được thiết kế bởi Apple trên các dòng máy Mac hiện tại.

## Lịch sử

### Phát triển
Lịch sử của macOS bắt đầu từ NeXT, một công ty được thành lập bởi Steve Jobs sau khi ông rời Apple vào năm 1985. Tại NeXT, hệ điều hành NeXTSTEP kiểu Unix đã được phát triển và ra mắt vào năm 1989. Kernel của NeXTSTEP dựa trên kernel Mach, được phát triển ban đầu tại Đại học Carnegie Mellon, với các lớp kernel bổ sung và mã không gian người dùng cấp thấp được lấy từ các phần của BSD. Giao diện người dùng đồ họa của nó được xây dựng trên bộ công cụ GUI hướng đối tượng sử dụng ngôn ngữ lập trình Objective-C.
Trong suốt đầu những năm 1990, Apple đã cố gắng tạo ra một hệ điều hành "thế hệ tiếp theo" để kế thừa Mac OS cổ điển thông qua các dự án Taligent, Copland và Gershwin, nhưng tất cả đều bị hủy bỏ cuối cùng. Điều này dẫn đến việc Apple mua lại NeXT vào năm 1997, cho phép NeXTSTEP, sau đó được gọi là OPENSTEP, trở thành nền tảng cho hệ điều hành thế hệ tiếp theo của Apple. Việc mua lại này cũng dẫn đến việc Steve Jobs trở lại Apple với tư cách là CEO tạm thời và sau đó là CEO thường trực, dẫn dắt quá trình chuyển đổi OPENSTEP thân thiện với lập trình viên thành một hệ thống sẽ được thị trường chính của Apple là người dùng gia đình và chuyên gia sáng tạo áp dụng. Dự án được đặt tên mã ban đầu là "Rhapsody" và sau đó chính thức được đặt tên là Mac OS X.

### Mac OS X
Mac OS X ban đầu được giới thiệu là phiên bản chính thứ 10 của hệ điều hành dành cho máy tính Macintosh của Apple cho đến năm 2020. Chữ "X" trong tên Mac OS X đề cập đến số 10, một số La Mã, và Apple đã tuyên bố rằng nó nên được phát âm là "mười" trong ngữ cảnh này. Tuy nhiên, nó cũng thường được phát âm giống như chữ "X". Các hệ điều hành Macintosh trước đó (các phiên bản của Mac OS cổ điển) được đặt tên bằng số Ả Rập, như Mac OS 8 và Mac OS 9. Cho đến macOS 11 Big Sur, tất cả các phiên bản của hệ điều hành đều được cấp số phiên bản của dạng 10.x, với x đi từ 0 đến 15; với macOS 11 Big Sur, Apple đã chuyển sang đánh số các bản phát hành chính bằng các số tăng lên 1 với mỗi bản phát hành chính.
Phiên bản đầu tiên của Mac OS X, Mac OS X Server 1.0, là một sản phẩm chuyển tiếp, với giao diện giống với Mac OS cổ điển, mặc dù nó không tương thích với phần mềm được thiết kế cho hệ thống cũ hơn. Các phiên bản dành cho người tiêu dùng của Mac OS X có khả năng tương thích ngược nhiều hơn. Các ứng dụng Mac OS có thể được viết lại để chạy gốc thông qua API Carbon; nhiều ứng dụng cũng có thể được chạy trực tiếp thông qua Classic Environment với hiệu suất giảm.
Phiên bản dành cho người tiêu dùng của Mac OS X được ra mắt vào năm 2001 với Mac OS X 10.0. Các đánh giá rất đa dạng, với nhiều lời khen ngợi cho giao diện Aqua tinh tế và bóng bẩy của nó, nhưng cũng chỉ trích hiệu suất chậm chạp của nó. Vì sự phổ biến của Apple ở mức thấp, nhà sản xuất FrameMaker, Adobe Inc., đã từ chối phát triển các phiên bản mới của nó cho Mac OS X. John Siracusa, chuyên gia viết bài cho Ars Technica, người đã đánh giá mọi bản phát hành OS X chính cho đến 10.10, đã mô tả các bản phát hành ban đầu trong hồi tưởng là "chậm như chó, thiếu tính năng" và Aqua là "chậm không thể chịu đựng được và là một hog tài nguyên khổng lồ".
Apple đã nhanh chóng phát triển một số phiên bản mới của Mac OS X. Phiên bản 10.4, Tiger, được cho là đã gây sốc cho các giám đốc điều hành tại Microsoft khi cung cấp một số tính năng, chẳng hạn như tìm kiếm tệp nhanh và xử lý đồ họa được cải thiện, mà Microsoft đã mất nhiều năm để cố gắng thêm vào Windows với hiệu suất chấp nhận được.
Khi hệ điều hành phát triển, nó đã chuyển xa khỏi Mac OS cổ điển, với các ứng dụng được thêm và gỡ bỏ. Xem xét âm nhạc là một thị trường quan trọng, Apple đã phát triển trình phát nhạc iPod và phần mềm âm nhạc cho Mac, bao gồm iTunes và GarageBand. Nhắm mục tiêu đến thị trường người tiêu dùng và truyền thông, Apple đã nhấn mạnh vào các ứng dụng "phong cách sống kỹ thuật số" mới của mình như bộ iLife, giải trí gia đình tích hợp thông qua trung tâm phương tiện Front Row và trình duyệt web Safari. Với sự phổ biến ngày càng tăng của internet, Apple đã cung cấp các dịch vụ trực tuyến bổ sung, bao gồm các sản phẩm .Mac, MobileMe và gần đây nhất là iCloud. Sau đó, công ty bắt đầu bán các ứng dụng của bên thứ ba thông qua Mac App Store.
Các phiên bản mới hơn của Mac OS X cũng bao gồm các sửa đổi đối với giao diện chung, chuyển xa khỏi lớp bóng và độ trong suốt của các phiên bản ban đầu. Một số ứng dụng bắt đầu sử dụng giao diện kim loại chải, hoặc giao diện thanh tiêu đề không có sọc trong phiên bản 10.4. Trong Leopard, Apple đã công bố việc thống nhất giao diện, với kiểu dáng cửa sổ gradient màu xám được tiêu chuẩn hóa.
Năm 2006, những chiếc máy Mac Intel đầu tiên được phát hành đã sử dụng một phiên bản chuyên dụng của Mac OS X 10.4 Tiger.
Một bước phát triển quan trọng cho hệ thống là việc công bố và phát hành iPhone từ năm 2007 trở đi. Mặc dù các máy nghe nhạc iPod trước đây của Apple sử dụng hệ điều hành tối thiểu, iPhone sử dụng hệ điều hành dựa trên Mac OS X, sau này được gọi là "iPhone OS" và sau đó là iOS. Việc đồng thời phát hành hai hệ điều hành dựa trên cùng một khung đã tạo ra căng thẳng cho Apple, thứ đã coi iPhone là nguyên nhân buộc họ phải trì hoãn Mac OS X 10.5 Leopard. Tuy nhiên, sau khi Apple mở cửa iPhone cho các nhà phát triển bên thứ ba, thành công về mặt thương mại của nó đã thu hút sự chú ý đến Mac OS X, với nhiều nhà phát triển phần mềm iPhone thể hiện sự quan tâm đến việc phát triển Mac.
Năm 2007, Mac OS X 10.5 Leopard là phiên bản duy nhất có các thành phần nhị phân chung, cho phép cài đặt trên cả máy Mac Intel và máy Mac PowerPC chọn lọc. Đây cũng là bản phát hành cuối cùng hỗ trợ máy Mac PowerPC. Mac OS X 10.6 Snow Leopard là phiên bản đầu tiên của Mac OS X được xây dựng dành riêng cho máy Mac Intel và là phiên bản cuối cùng hỗ trợ máy Mac Intel 32 bit. Tên của nó được dự định để báo hiệu trạng thái của nó như một bản lặp lại của Leopard, tập trung vào các cải tiến về kỹ thuật và hiệu suất thay vì các tính năng dành cho người dùng; thực tế nó đã được thương hiệu rõ ràng cho các nhà phát triển là bản phát hành 'không có tính năng mới'. Kể từ khi phát hành, một số phiên bản OS X hoặc macOS (cụ thể là OS X Mountain Lion, OS X El Capitan, macOS High Sierra và macOS Monterey) tuân theo mô hình này, với tên gọi được bắt nguồn từ phiên bản tiền nhiệm của nó, tương tự như 'mô hình tick-tock' được sử dụng bởi Intel.
Trong hai phiên bản tiếp theo, Lion và Mountain Lion, Apple đã chuyển một số ứng dụng sang phong cách thiết kế skeuomorphic cao được lấy cảm hứng từ các phiên bản iOS đương đại trong khi đơn giản hóa một số yếu tố bằng cách làm mờ các điều khiển như thanh cuộn khi không sử dụng. Hướng đi này, giống như giao diện kim loại chải, không được lòng một số người dùng, mặc dù nó tiếp tục xu hướng sử dụng nhiều hoạt ảnh và đa dạng hơn trong giao diện trước đây được nhìn thấy trong các khía cạnh thiết kế như tiện ích sao lưu Time Machine, hiển thị các phiên bản tệp trước đó trên nền xoáy sâu và thanh dock mờ bóng trong suốt của Leopard và Snow Leopard. Ngoài ra, với Mac OS X 10.7 Lion, Apple đã ngừng phát hành các phiên bản server riêng biệt của Mac OS X, thay vào đó bán các công cụ server dưới dạng ứng dụng tải xuống riêng biệt thông qua Mac App Store.

### OS X

Logo OS X từ 2011 đến 2013

Năm 2012, với việc phát hành OS X 10.8 Mountain Lion, tên của hệ thống đã chính thức được rút ngắn từ Mac OS X thành OS X, sau khi phiên bản trước rút ngắn tên hệ thống theo cách tương tự một năm trước đó. Cũng trong năm đó, Apple đã loại bỏ người đứng đầu phát triển OS X, Scott Forstall, và thiết kế đã được thay đổi theo hướng tối giản hơn. Ngôn ngữ thiết kế giao diện người dùng mới của Apple, sử dụng độ bão hòa màu sâu, các nút chỉ có văn bản và giao diện tối giản, 'phẳng' đã được ra mắt với iOS 7 vào năm 2013. Với các kỹ sư OS X được cho là đang làm việc trên iOS 7, phiên bản phát hành vào năm 2013, OS X 10.9 Mavericks, là một phiên bản chuyển tiếp, với một số thiết kế skeuomorphic đã được loại bỏ, trong khi hầu hết giao diện chung của Mavericks vẫn không thay đổi. Phiên bản tiếp theo, OS X 10.10 Yosemite, đã áp dụng thiết kế tương tự như iOS 7 nhưng với độ phức tạp cao hơn phù hợp với giao diện được điều khiển bằng chuột.
Từ năm 2012 trở đi, hệ thống đã chuyển sang lịch phát hành hàng năm tương tự như iOS. Nó cũng đã giảm dần chi phí cập nhật từ Snow Leopard trở đi, trước khi loại bỏ hoàn toàn phí nâng cấp từ năm 2013 trở đi. Một số nhà báo và nhà phát triển phần mềm bên thứ ba đã cho rằng quyết định này, trong khi cho phép phát hành tính năng nhanh hơn, có nghĩa là ít cơ hội tập trung vào độ ổn định, với không có phiên bản nào của OS X được khuyến nghị cho người dùng yêu cầu độ ổn định và hiệu suất trên các tính năng mới. Bản cập nhật năm 2015 của Apple, OS X 10.11 El Capitan, được công bố là tập trung đặc biệt vào các cải thiện về độ ổn định và hiệu suất.

### macOS

Logo macOS

Năm 2016, với việc phát hành macOS 10.12 Sierra, tên của hệ thống đã được đổi từ OS X thành macOS để phù hợp với thương hiệu của các hệ điều hành chính khác của Apple, bao gồm iOS, watchOS, và tvOS. macOS Sierra đã thêm trợ lý ảo Siri, iCloud Drive, hỗ trợ hình trong hình, chế độ Night Shift chuyển màn hình sang màu ấm hơn vào ban đêm và hai tính năng Continuity là Universal Clipboard, đồng bộ hóa khay nhớ tạm của người dùng trên các thiết bị Apple của họ, và Auto Unlock, có thể mở khóa Mac của người dùng bằng Apple Watch của họ. macOS Sierra cũng thêm hỗ trợ cho Apple File System (APFS), hệ thống tệp kế thừa của Apple cho hệ thống tệp HFS+ cũ. macOS 10.13 High Sierra, được phát hành vào năm 2017, bao gồm cải thiện hiệu suất, hỗ trợ Metal 2 và HEVC, và biến APFS thành hệ thống tệp mặc định cho ổ khởi động SSD.
Phiên bản kế nhiệm của nó, macOS 10.14 Mojave, được phát hành vào năm 2018, bổ sung tùy chọn giao diện người dùng tối và cài đặt hình nền động. macOS 10.15 Catalina, được phát hành vào năm 2019, thay thế iTunes bằng các ứng dụng riêng biệt cho các loại phương tiện khác nhau và giới thiệu hệ thống Catalyst để chuyển đổi các ứng dụng iOS.
Năm 2020, Apple đã giới thiệu trước macOS Big Sur tại WWDC 2020. Đây là lần tăng đầu tiên trong số phiên bản chính của macOS kể từ khi phát hành Mac OS X Public Beta vào năm 2000; các bản cập nhật cho macOS 11 được đặt tên là 11.x, phù hợp với sơ đồ đặt tên phiên bản được sử dụng bởi các hệ điều hành khác của Apple. Big Sur mang đến những thay đổi lớn cho giao diện người dùng và là phiên bản đầu tiên chạy trên bộ lệnh ARM. Hệ thống đặt tên mới được tiếp tục vào năm 2021 với macOS Monterey, 2022 với macOS Ventura và 2023 với macOS Sonoma.

## Lịch sử phát hành
Các phiên bản Mac OS X được đặt tên theo các loài mèo lớn, ngoại trừ Mac OS X Server 1.0 và bản beta công khai ban đầu, từ Mac OS X 10.0 đến OS X 10.9 Mavericks, khi Apple chuyển sang sử dụng tên các địa điểm ở California. Trước khi phát hành, phiên bản 10.0 có tên mã nội bộ tại Apple là "Cheetah" và Mac OS X 10.1 có tên mã nội bộ là "Puma". Sau khi có rất nhiều thông tin xung quanh Mac OS X 10.2 có tên mã "Jaguar", bộ phận tiếp thị sản phẩm của Apple đã bắt đầu công khai sử dụng tên mã để quảng bá cho hệ điều hành. Mac OS X 10.3 được tiếp thị với tên gọi "Panther", Mac OS X 10.4 với tên gọi "Tiger", Mac OS X 10.5 với tên gọi "Leopard", Mac OS X 10.6 với tên gọi "Snow Leopard", Mac OS X 10.7 với tên gọi "Lion", OS X 10.8 với tên gọi "Mountain Lion" và OS X 10.9 với tên gọi "Mavericks".
"Panther", "Tiger" và "Leopard" được đăng ký nhãn hiệu của Apple, nhưng "Cheetah", "Puma" và "Jaguar" chưa bao giờ được đăng ký. Apple cũng đã đăng ký "Lynx" và "Cougar" làm nhãn hiệu, nhưng những nhãn hiệu này đã bị hết hạn. Nhà bán lẻ máy tính Tiger Direct đã kiện Apple vì sử dụng tên "Tiger". Vào ngày 16 tháng 5 năm 2005, một tòa án liên bang Hoa Kỳ tại Quận phía Nam Florida đã phán quyết rằng việc sử dụng của Apple không vi phạm nhãn hiệu của Tiger Direct.

### Mac OS X Public Beta
Vào ngày 13 tháng 9 năm 2000, Apple đã phát hành phiên bản "xem trước" của Mac OS X với giá 29,95 đô la Mỹ có tên mã nội bộ là Kodiak để thu thập phản hồi từ người dùng.
Phiên bản "PB", như nó được gọi, đánh dấu lần đầu tiên giao diện Aqua được phát hành rộng rãi và Apple đã thực hiện nhiều thay đổi đối với giao diện người dùng dựa trên phản hồi của khách hàng. Phiên bản Public Beta của Mac OS X đã hết hạn và ngừng hoạt động vào mùa xuân năm 2001.

### Mac OS X 10.0 (Cheetah)
Vào ngày 24 tháng 3 năm 2001, Apple đã phát hành Mac OS X 10.0 (có tên mã nội bộ là Cheetah). Phiên bản ban đầu chậm, chưa hoàn chỉnh, và có rất ít ứng dụng có sẵn khi ra mắt, chủ yếu từ các nhà phát triển độc lập. Trong khi nhiều nhà phê bình cho rằng hệ điều hành chưa sẵn sàng để sử dụng cho người dùng chính thống, họ đã nhận ra tầm quan trọng của việc ra mắt ban đầu như một nền tảng để cải thiện. Việc đơn giản là phát hành Mac OS X đã được cộng đồng Macintosh đón nhận như một thành tựu lớn, vì các nỗ lực thay thế Mac OS đã được tiến hành từ năm 1996 và bị trì hoãn bởi vô số thất bại.

### Mac OS X 10.1 (Puma)
Vào ngày 25 tháng 9 năm 2001, Mac OS X 10.1 (tên mã nội bộ là Puma) đã được phát hành. Nó có hiệu năng tăng cao và cung cấp các tính năng còn thiếu, chẳng hạn như phát lại DVD. Apple đã phát hành 10.1 dưới dạng CD nâng cấp miễn phí cho người dùng 10.0, ngoài phiên bản hộp có giá 129 USD dành cho những người đang chạy Mac OS 9. Người ta phát hiện ra rằng các CD nâng cấp là các CD cài đặt đầy đủ có thể được sử dụng với các hệ thống Mac OS 9 bằng cách xóa một tệp cụ thể; Apple sau đó đã phát hành lại các CD ở định dạng rút gọn thực tế không hỗ trợ cài đặt trên các hệ thống đó. Vào ngày 7 tháng 1 năm 2002, Apple tuyên bố rằng Mac OS X sẽ trở thành hệ điều hành mặc định cho tất cả các sản phẩm Macintosh vào cuối tháng đó.

### Mac OS X 10.2 Jaguar
Vào ngày 23 tháng 8 năm 2002, Apple đã phát hành Mac OS X 10.2 Jaguar, phiên bản đầu tiên sử dụng tên mã của nó làm một phần của thương hiệu. Nó mang đến những cải thiện đáng kể về hiệu năng, giao diện người dùng đẹp hơn và nhiều nâng cấp mạnh mẽ về giao diện người dùng (hơn 150 theo Apple), bao gồm Quartz Extreme để tổng hợp đồ họa trực tiếp trên video card ATIRadeon hoặc NvidiaGeForce2 MX AGP với ít nhất 16 MB VRAM, một kho lưu trữ thông tin liên hệ trên toàn hệ thống trong Sổ địa chỉ mới và một ứng dụng nhắn tin tức thời có tên iChat. Bức ảnh Happy Mac đã xuất hiện trong chuỗi khởi động Mac OS trong gần 18 năm đã được thay thế bằng một biểu tượng Apple màu xám lớn khi ra mắt Mac OS X v10.2.

### Mac OS X 10.3 Panther
Mac OS X v10.3 Panther được phát hành vào ngày 24 tháng 10 năm 2003. Nó đã cải thiện đáng kể hiệu năng và có bản cập nhật toàn diện nhất từ trước đến nay cho giao diện người dùng. Panther bao gồm nhiều hoặc nhiều tính năng mới như Jaguar đã có vào năm trước, bao gồm Finder được cập nhật với giao diện kim loại phay, chuyển đổi người dùng nhanh chóng, Exposé (trình quản lý cửa sổ), FileVault, Safari, iChat AV (thêm tính năng hội nghị truyền hình vào iChat), cải thiện kết xuất Portable Document Format (PDF) và khả năng tương tác với Microsoft Windows tốt hơn nhiều.  Hỗ trợ cho một số máy tính G3 đời đầu như Power Mac "màu be" và PowerBook "WallStreet" đã bị ngừng.

### Mac OS X 10.4 Tiger
Mac OS X 10.4 Tiger được phát hành vào ngày 29 tháng 4 năm 2005. Apple tuyên bố rằng Tiger có hơn 200 tính năng mới. Giống như Panther, một số máy Mac cũ hơn không còn được hỗ trợ; Tiger yêu cầu Mac có 256 MB RAM và cổng FireWire tích hợp. Trong số các tính năng mới, Tiger giới thiệu Spotlight, Dashboard, Smart Folders, chương trình Mail được cập nhật với Smart Mailboxes, QuickTime 7, Safari 2, Automator, VoiceOver, Core Image và Core Video. Phiên bản ban đầu của Apple TV sử dụng phiên bản Tiger được sửa đổi với giao diện đồ họa khác và ít ứng dụng và dịch vụ hơn. Vào ngày 10 tháng 1 năm 2006, Apple đã phát hành những chiếc Mac chạy chip Intel đầu tiên cùng với bản cập nhật 10.4.4 cho Tiger. Hệ điều hành này hoạt động giống hệt nhau trên máy Mac chạy chip PowerPC và máy Mac chạy chip Intel mới, với ngoại lệ là bản phát hành Intel không hỗ trợ môi trường Classic.

### Mac OS X 10.5 Leopard
Mac OS X 10.5 Leopard được phát hành vào ngày 26 tháng 10 năm 2007. Apple gọi đây là "bản cập nhật lớn nhất của Mac OS X". Nó mang đến hơn 300 tính năng mới. Leopard hỗ trợ cả máy tính Macintosh dựa trên PowerPC- và Intel x86-hỗ trợ cho bộ xử lý G3 đã bị loại bỏ và bộ xử lý G4 yêu cầu tốc độ xung nhịp tối thiểu 867 MHz và ít nhất 512 MB RAM. Một đĩa DVD duy nhất hoạt động cho tất cả các máy Mac được hỗ trợ (bao gồm cả máy 64 bit). Các tính năng mới bao gồm giao diện người dùng mới, Finder được cập nhật, Time Machine, Spaces, Boot Camp được cài đặt trước, hỗ trợ đầy đủ cho các ứng dụng 64 bit (bao gồm các ứng dụng đồ họa), các tính năng mới trong Mail và iChat, và một số tính năng bảo mật mới. Leopard là sản phẩm đã đăng ký Open Brand UNIX 03 trên nền tảng Intel. Nó cũng là hệ điều hành dựa trên BSD đầu tiên nhận được chứng chỉ UNIX 03. Leopard đã loại bỏ hỗ trợ cho Classic Environment và tất cả các ứng dụng Classic. Đây là phiên bản cuối cùng của Mac OS X hỗ trợ kiến trúc PowerPC.

### Mac OS X 10.6 Snow Leopard
Mac OS X 10.6 Snow Leopard được phát hành vào ngày 28 tháng 8 năm 2009. Thay vì mang lại những thay đổi lớn về giao diện và chức năng người dùng như các bản phát hành trước của Mac OS X, Snow Leopard tập trung vào các thay đổi "ẩn sâu", tăng hiệu suất, hiệu quả và độ ổn định của hệ điều hành.
Snow Leopard cũng có công nghệ 64 bit mới có khả năng hỗ trợ nhiều RAM hơn, cải thiện hỗ trợ cho bộ xử lý đa lõi thông qua Grand Central Dispatch và hiệu suất GPU tiên tiến với OpenCL.
Bản cập nhật 10.6.6 đã giới thiệu hỗ trợ cho Mac App Store, nền tảng phân phối kỹ thuật số của Apple cho các ứng dụng macOS.

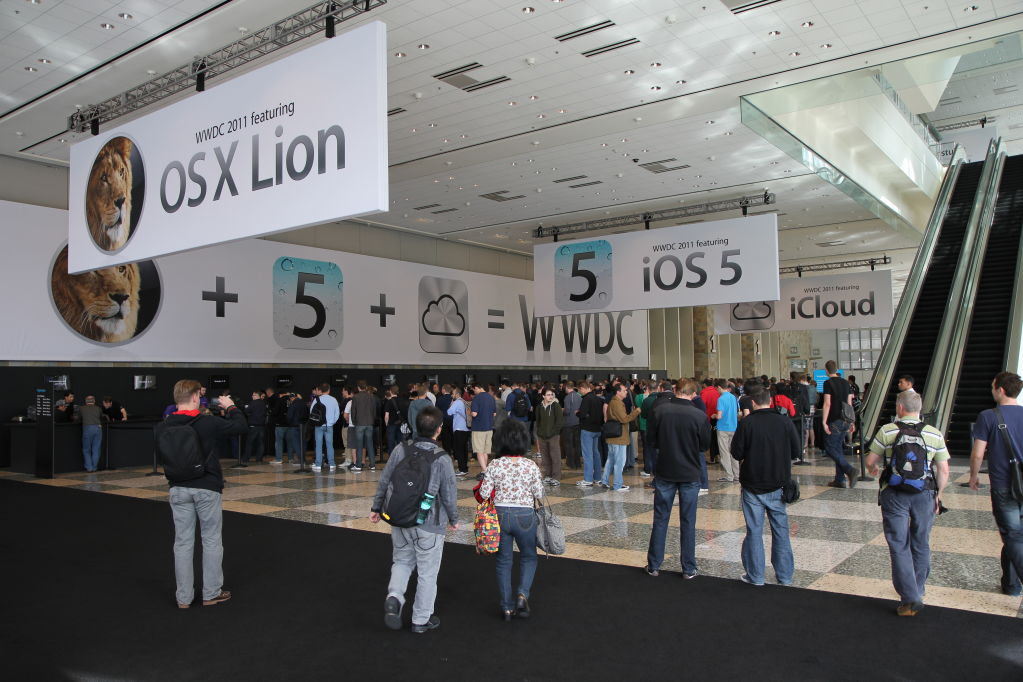
OS X Lion được công bố tại WWDC 2011 ở Moscone West.

### OS X 10.7 Lion
OS X 10.7 Lion được phát hành vào ngày 20 tháng 7 năm 2011. Phiên bản này mang đến những cải tiến từ iOS của Apple lên Mac, chẳng hạn như Launchpad, một giao diện hiển thị các ứng dụng đã cài đặt dễ dàng điều hướng và sử dụng nhiều cử chỉ đa điểm hơn. Phiên bản này cũng loại bỏ Rosetta, khiến nó không tương thích với các ứng dụng PowerPC.
Những thay đổi đối với giao diện người dùng (GUI) bao gồm thanh cuộn ẩn tự động chỉ xuất hiện khi sử dụng và Mission Control, thống nhất Exposé, Spaces, Dashboard và các ứng dụng toàn màn hình trong một giao diện duy nhất. Apple cũng đã thực hiện các thay đổi đối với các ứng dụng: chúng tiếp tục hoạt động ở trạng thái tương tự như trước khi bị đóng, tương tự như iOS. Tài liệu tự động lưu theo mặc định.

### OS X 10.8 Mountain Lion
OS X 10.8 Mountain Lion được phát hành vào ngày 25 tháng 7 năm 2012. Sau khi Lion được phát hành vào năm trước, đây là bản cập nhật hàng năm đầu tiên thay vì hai năm một lần cho OS X (và sau đó là macOS), cũng được liên kết chặt chẽ với các bản cập nhật hệ điều hành iOS hàng năm. Nó kết hợp một số tính năng được thấy trong iOS 5, bao gồm Game Center, hỗ trợ iMessage trong ứng dụng nhắn tin Messages mới và Reminders dưới dạng ứng dụng danh sách việc cần làm tách biệt với iCal (được đổi tên thành Calendar, giống như ứng dụng iOS). Nó cũng bao gồm hỗ trợ lưu trữ tài liệu iWork trong iCloud. Notification Center, được giới thiệu lần đầu tiên trong Mountain Lion, là phiên bản dành cho máy tính để bàn tương tự như phiên bản trong iOS 5.0 và cao hơn. Các cửa sổ bật lên của ứng dụng hiện được tập trung ở góc màn hình và Trung tâm được kéo từ bên phải của màn hình. Mountain Lion cũng bao gồm nhiều tính năng dành cho Trung Quốc hơn, bao gồm hỗ trợ Baidu làm tùy chọn cho công cụ tìm kiếm Safari, các dịch vụ QQ, 163.com và 126.com cho Mail, Danh bạ và Lịch, Youku, Tudou và Sina Weibo được tích hợp vào trang chia sẻ.
Bắt đầu với Mountain Lion, các bản cập nhật phần mềm của Apple (bao gồm cả hệ điều hành) được phân phối thông qua App Store. Cơ chế cập nhật này đã thay thế tiện ích Apple Software Update.

### OS X 10.9 Mavericks
OS X 10.9 Mavericks được phát hành vào ngày 22 tháng 10 năm 2013. Đây là bản cập nhật miễn phí cho tất cả người dùng đang sử dụng Snow Leopard hoặc phiên bản mới hơn với bộ xử lý Intel 64 bit. Các thay đổi của nó bao gồm việc bổ sung các ứng dụng Maps và iBooks trước đây chỉ dành cho iOS, cải thiện Trung tâm thông báo, nâng cao một số ứng dụng và nhiều cải tiến bên dưới.

### OS X 10.10 Yosemite
OS X 10.10 Yosemite được phát hành vào ngày 16 tháng 10 năm 2014. Nó có giao diện người dùng được thiết kế lại tương tự như iOS 7, với thiết kế "phẳng" tối giản hơn dựa trên văn bản, sử dụng các hiệu ứng mờ và màu sắc bão hòa mạnh mẽ. Tính năng mới nổi bật của Apple trong Yosemite là Handoff, cho phép người dùng có iPhone chạy iOS 8.1 trở lên trả lời cuộc gọi điện thoại, nhận và gửi tin nhắn SMS và hoàn thành email iPhone chưa hoàn thành trên Mac của họ. Kể từ OS X 10.10.3, Photos đã thay thế iPhoto và Aperture.

### OS X 10.11 El Capitan
OS X 10.11 El Capitan được phát hành vào ngày 30 tháng 9 năm 2015. Giống như Mac OS X 10.6 Snow Leopard, Apple mô tả bản phát hành này là tập trung vào "việc tinh chỉnh trải nghiệm Mac" và "cải thiện hiệu suất hệ thống". Các tinh chỉnh bao gồm giao thông công cộng được tích hợp vào ứng dụng Maps, cải thiện GUI cho ứng dụng Notes, áp dụng San Francisco làm phông chữ hệ thống để rõ ràng hơn và giới thiệu Bảo vệ tính toàn vẹn hệ thống.
Metal API, lần đầu tiên được giới thiệu trong iOS 8, cũng được bao gồm trong hệ điều hành này cho "tất cả các máy Mac kể từ năm 2012". Theo Apple, Metal tăng tốc kết xuất cấp hệ thống lên đến 50%, mang lại hiệu suất đồ họa nhanh hơn cho các ứng dụng hàng ngày. Metal cũng mang lại hiệu suất gọi vẽ nhanh hơn tới 10 lần để có trải nghiệm mượt mà hơn trong các trò chơi và ứng dụng chuyên nghiệp.

### macOS 10.12 Sierra
macOS 10.12 Sierra được phát hành cho công chúng vào ngày 20 tháng 9 năm 2016. Các tính năng mới bao gồm việc bổ sung Siri, Optimized Storage và cập nhật cho Photos, Messages và iTunes.

### macOS 10.13 High Sierra
macOS 10.13 High Sierra được phát hành cho công chúng vào ngày 25 tháng 9 năm 2017. Giống như OS X El Capitan và OS X Mountain Lion, High Sierra là bản cập nhật tinh chỉnh có rất ít tính năng mới dành cho người dùng, bao gồm cập nhật cho Safari, Photos và Mail, cùng các thay đổi khác.
Thay đổi lớn nhất bên trong là việc chuyển sang Apple File System, được tối ưu hóa cho bộ nhớ trạng thái rắn được sử dụng trong hầu hết các máy tính Mac mới.

### macOS 10.14 Mojave
macOS 10.14 Mojave được phát hành vào ngày 24 tháng 9 năm 2018. Bản cập nhật đã giới thiệu chế độ dark mode và một số ứng dụng mới được nâng cấp từ iOS, chẳng hạn như Apple News. Đây là phiên bản đầu tiên yêu cầu GPU hỗ trợ Metal. Mojave cũng thay đổi cơ chế cập nhật phần mềm hệ thống từ App Store (nơi nó đã tồn tại kể từ OS X Mountain Lion) thành một bảng điều khiển mới trong System Preferences. Cập nhật ứng dụng vẫn nằm trong App Store.

### macOS 10.15 Catalina
macOS 10.15 Catalina được phát hành vào ngày 7 tháng 10 năm 2019. Các bản cập nhật bao gồm điều khiển bằng giọng nói được cải thiện, các ứng dụng được tích hợp sẵn cho âm nhạc, video và podcast (cùng nhau thay thế các chức năng của iTunes) và khả năng sử dụng iPad làm màn hình ngoài. Catalina chính thức ngừng hỗ trợ các ứng dụng 32 bit.

### macOS 11 Big Sur
macOS Big Sur được công bố tại WWDC vào ngày 22 tháng 6 năm 2020, và được phát hành cho công chúng vào ngày 12 tháng 11 năm 2020. Đây là lần đầu tiên phiên bản chính của hệ điều hành được tăng lên kể từ bản Mac OS X Public Beta năm 2000. Nó mang đến hỗ trợ cho ARM, các biểu tượng mới và những thay đổi về giao diện người dùng thẩm mỹ cho hệ thống.

### macOS 12 Monterey
macOS Monterey được công bố tại WWDC vào ngày 7 tháng 6 năm 2021 và được phát hành vào ngày 25 tháng 10 năm 2021, giới thiệu Universal Control (cho phép sử dụng các thiết bị đầu vào với nhiều thiết bị cùng lúc), Focus (cho phép giới hạn thông báo và cảnh báo một cách chọn lọc tùy thuộc vào chế độ người dùng/công việc do người dùng xác định), Shortcuts (một khung công việc tự động hóa tác vụ trước đây chỉ có sẵn trên iOS và iPadOS, dự kiến sẽ thay thế Automator), trình duyệt web Safari được thiết kế lại và các cập nhật và cải tiến cho FaceTime.

### macOS 13 Ventura
macOS Ventura được công bố trong bài phát biểu chính tại WWDC vào ngày 6 tháng 6 năm 2022 và được phát hành vào ngày 24 tháng 10 năm 2022. Nó đi kèm với System Preferences được thiết kế lại thành cài đặt giống iOS hơn, và bây giờ với ứng dụng Weather và Clock mới cho Mac. Người dùng có thể sử dụng iPhone làm webcam cho hội nghị truyền hình.

### macOS 14 Sonoma
macOS Sonoma được công bố trong bài phát biểu chính tại WWDC vào ngày 5 tháng 6 năm 2023 và được phát hành vào ngày 26 tháng 9 năm 2023.

## Bảo mật
Apple công bố các tài liệu Bảo mật nền tảng Apple để trình bày các biện pháp bảo vệ bảo mật được tích hợp trong macOS và phần cứng Mac.
macOS hỗ trợ các tính năng bảo mật dựa trên phần cứng bổ sung trên Mac sử dụng chip Apple silicon:
- Write xor execute ngăn chặn một số lỗ hổng bảo mật bằng cách biến các trang bộ nhớ thành chỉ có thể ghi hoặc chỉ có thể thực thi, nhưng không thể cả hai.[108]
- IOMMU ngăn các thiết bị PCIe hoặc Thunderbolt đọc bộ nhớ hệ thống không được ánh xạ rõ ràng cho chúng, không giống như Mac sử dụng chip Intel.[108][109]

Chế độ Lockdown Mode tùy chọn của macOS kích hoạt các biện pháp bảo vệ bổ sung, chẳng hạn như vô hiệu hóa biên dịch kịp thời cho công cụ JavaScript của Safari, ngăn chặn một số lỗ hổng.
Chỉ phiên bản chính mới nhất của macOS (hiện tại là macOS Sonoma) mới nhận được các bản vá cho tất cả các lỗ hổng bảo mật được biết đến. Hai phiên bản trước cũng nhận được một số bản cập nhật bảo mật, nhưng không phải cho tất cả các lỗ hổng mà Apple biết. Năm 2021, Apple đã sửa một lỗ hổng leo thang đặc quyền nghiêm trọng trong macOS Big Sur, nhưng bản sửa lỗi vẫn không phát hành cho phiên bản macOS Catalina, trong 234 ngày, cho đến khi Apple được thông báo rằng lỗ hổng đang được sử dụng để lây nhiễm máy tính của những người truy cập các trang web ủng hộ dân chủ Hồng Kông.
macOS Ventura đã bổ sung hỗ trợ cho cập nhật Rapid Security Response (RSR). Những cập nhật nhỏ hơn này có thể yêu cầu khởi động lại, nhưng chỉ mất khoảng một phút để cài đặt. Trong một phân tích, nhà phát triển Hackintosh Mykola Grymalyuk lưu ý rằng các bản cập nhật RSR chỉ có thể khắc phục lỗ hổng cấp người dùng và không thể vá lỗi hạt nhân macOS.

### Phần mềm độc hại và phần mềm gián điệp
Trong những năm đầu, Mac OS X hầu như không có các loại phần mềm độc hại và phần mềm gián điệp như Microsoft Windows. macOS có thị phần sử dụng nhỏ hơn so với Windows. Các sâu máy tính, cũng như các lỗ hổng tiềm ẩn, đã được ghi nhận vào năm 2006, dẫn đến việc một số nhà phân tích ngành và các công ty chống vi rút đưa ra cảnh báo rằng Mac OS X của Apple không miễn nhiễm với phần mềm độc hại. Việc thị phần tăng lên đi kèm với các báo cáo bổ sung về nhiều loại tấn công. Đầu năm 2011, Mac OS X đã trải qua một sự gia tăng lớn về các cuộc tấn công bằng phần mềm độc hại, và các phần mềm độc hại như Mac Defender, MacProtector và MacGuard được coi là một vấn đề đối với người dùng Mac. Lúc đầu, trình cài đặt phần mềm độc hại yêu cầu người dùng nhập mật khẩu quản trị, nhưng các phiên bản sau được cài đặt mà không cần người dùng nhập. Ban đầu, nhân viên hỗ trợ của Apple được hướng dẫn không hỗ trợ loại bỏ phần mềm độc hại hoặc nói đến sự tồn tại của phần mềm độc hại, nhưng khi phần mềm độc hại lan rộng, một tài liệu hỗ trợ đã được ban hành. Apple đã công bố bản cập nhật OS X để khắc phục sự cố. Ước tính có khoảng 100.000 người dùng bị ảnh hưởng. Apple thường xuyên phát hành các bản cập nhật bảo mật cho macOS, cũng như các tệp chữ ký có chứa chữ ký phần mềm độc hại cho Xprotect, một tính năng chống phần mềm độc hại là một phần của File Quarantine có mặt từ Mac OS X Snow Leopard.

## Đón nhận

### Thị phần sử dụng
Tính đến  tháng 1 năm 2023, macOS là hệ điều hành máy tính để bàn đa năng được sử dụng rộng rãi thứ hai trên toàn thế giới, sau Microsoft Windows, với thị phần sử dụng là 15,33% theo thống kê của Statcounter GlobalStats.

### Khuyến mãi
Là một công ty thiết bị, Apple chủ yếu quảng cáo macOS để bán Mac, với việc quảng cáo các bản cập nhật macOS tập trung vào người dùng, quảng cáo tại Apple Store và các đối tác bán lẻ khác hoặc thông qua các sự kiện dành cho nhà phát triển. Trong các chiến dịch quảng cáo quy mô lớn hơn, Apple đặc biệt quảng cáo macOS xử lý phương tiện và các ứng dụng gia đình tốt hơn, và so sánh Mac OS X (đặc biệt là các phiên bản Tiger và Leopard) với hệ điều hành Windows Vista, phiên bản mà bị người dùng chỉ trích nặng nề.